# Kasimir Gawrilowitsch Tschernowski
Kasimir Gawrilowitsch Tschernowski (Tscharnowski) (russisch Казимир Гаврилович Черновский (Чарновский); * 1791 auf dem Landgut Korytniza, Ujesd Igumen; † 8. Novemberjul. / 20. November 1847greg. in Sarapul) war ein polnisch-russischer Revolutionär, Erfinder und einer der ersten Verfasser eines U-Boot-Projekts.

## Leben
Tschernowski, Sohn eines verarmten adligen Grundherrn, erhielt eine gute häusliche Bildung, beherrschte Französisch, war im Ausland gewesen und interessierte sich für Schiffbau, Schifffahrt und Bauwesen. Er setzte sich für die Unabhängigkeit Polens ein und kämpfte während des Französisch-Russischen Krieges 1812 als Porutschik in der Armee des Herzogtums Warschau. Er heiratete die Tochter eines reichen Warschauer Kaufmanns und bekam einen Sohn.
1824 verließ Tschernowski seine Familie und ging nach St. Petersburg. 1826 begann er ein Studium an der Medizinisch-Chirurgischen Akademie. In seiner Freizeit arbeitete er an einem U-Boot-Projekt und war revolutionär tätig. Aufgrund einer Denunziation wurde er 1829 wegen Zugehörigkeit zu einer revolutionären Gesellschaft verhaftet, vom Polizeichef Alexander von Benckendorff verhört und in der Peter-und-Paul-Festung festgesetzt.
Um freizukommen, schrieb Tschernowski im Juli 1829 einen Brief direkt an Nikolaus I., in dem er sein U-Boot-Projekt vorstellte und versprach, bei Bewilligung von Geld, Material und Arbeitskräften innerhalb von 40 Tagen ein funktionsfähiges U-Boot herzustellen, das zur Perlenfischerei im Finnischen Meerbusen oder für militärische Zwecke eingesetzt werden könnte. Nikolaus I. war interessiert und verlangte einen Entwurf, den Tschernowski in drei Wochen lieferte. Pierre-Dominique Bazaine begutachtete das Projekt, stellte Mängel fest, insbesondere das Fehlen eines Periskops und wies auf die fehlende technische Ausbildung des Verfassers hin. Empfohlen wurde die Weiterentwicklung des Projekts. Allerdings wurden Tschernowskis Haftbedingungen verschärft, so dass er nicht einmal Schreibmaterial bekam. Mit Mühen erlangte er schließlich neues Schreibmaterial, so dass er 1832 einen neuen Vorschlag auf 62 Seiten an Bazaine schicken konnte. Der Vorschlag war trotz der fehlenden Hilfsmittel sehr gründlich und detailliert. Tschernowski sah einen stromlinienförmigen Ganzmetall-Bootskörper vor mit Unterwasserruderantrieb und Sauerstofftanks. Für die Bewaffnung entwarf er Seeminen mit chemischem Zünder. Für die Tauchgänge sah er Stoßdämpfer vor. Auch erfand er einen Tauchanzug. Bazaine hielt nun das Projekt für noch nicht genügend qualifiziert für eine Weiterverfolgung des Projekts.
1834 wurde Tschernowski aus dem Gefängnis entlassen und nach Archangelsk verbannt. Er arbeitete in der Gouvernementsverwaltung und traf Vorbereitungen für einen Aufstand. Er knüpfte Verbindungen zu Verbannten und Matrosen und beabsichtigte die Beschaffung von Schiffen und Ausrüstung. Nach einer Denunziation wurde er 1839 nach Sarapul verbannt.
Das erste russische Ganzmetall-U-Boot wurde 1834 von Karl Andrejewitsch Schilder gebaut und erprobt. Es wird angenommen, dass Schilder das U-Boot-Projekt Tschernowskis kannte und einige Ideen Tschernowskis übernahm.